# Thunder (canção de Leona Lewis)
"Thunder" é uma canção da cantora britânica Leona Lewis, gravada para o seu quinto álbum de estúdio I Am. Foi composta pela própria com o auxílio de Toby Gad. O seu lançamento como single ocorreu a 24 de julho de 2015, em formato digital, através da Def Jam Recordings, servindo como segundo foco de promoção do disco.

## Faixas e formatos
| Descarga digital |           |         |  |
| N.º              | Título    | Duração |  |
| 1.               | "Thunder" | 3:44    |  |

## Desempenho nas tabelas musicais

### Posições
| Tabela musical (2015)                         | Melhor posição |
| --------------------------------------------- | -------------- |
| Estados Unidos - Billboard Adult Contemporary | 31             |

## Histórico de lançamento
| País           | Data                | Formato                             | Editora discográfica |
| -------------- | ------------------- | ----------------------------------- | -------------------- |
| Estados Unidos | 24 de julho de 2015 | Descarga digital                    | Def Jam              |
| Estados Unidos | 27 de julho de 2015 | Rádio Hot/Modern/Adult contemporary | Def Jam              |